# Serie A 1898-1899
La Serie A 1898-1899 è stata la 2ª edizione della massima divisione del campionato svizzero di calcio e vide la vittoria finale dell'Anglo-American Club Zurigo.

## Stagione

### Novità
Dopo una prima edizione non ufficiale, organizzata dal quotidiano ginevrino La Suisse Sportive, l'Associazione Svizzera di Football iniziò a dirigere e organizzare regolarmente il campionato svizzero di calcio.

### Formula
Le nove squadre partecipanti vennero suddivise in tre gironi geografici e si affrontarono in un torneo a eliminazione diretta. Le partite che non avevano nessun effetto sull'andamento del campionato, non vennero disputate. Dopo un pareggio l'incontro andava ripetuto per decidere la squadra vincente. Le squadre vincitrici del rispettivo girone si qualificarono successivamente per la fase finale per contendersi il titolo.

## Squadre partecipanti
| Club             | Città     |
| ---------------- | --------- |
| Anglo-American   | Zurigo    |
| Basilea          | Basilea   |
| Geneva United    | Ginevra   |
| Grasshoppers     | Zurigo    |
| Losanna          | Losanna   |
| Neuchâtel        | Neuchâtel |
| Old Boys Basilea | Basilea   |
| Yverdon          | Yverdon   |
| Zurigo           | Zurigo    |

## Torneo

### Girone Est
Dopo il pareggio nella prima partita, l'Anglo-American Club prevalse per 2-1 nel secondo incontro ai danni del Grasshoppers.

|  | Anglo-American | 3 – 3 | Grasshoppers |  |

|  | Anglo-American | 2 – 1 | Grasshoppers |  |

|  | Anglo-American | 5 – 0 | Zurigo |  |

#### Verdetto
- Anglo-American qualificato alla fase finale.

### Girone Centro
A causa della presenza di sole due squadre, il programma prevedeva un solo incontro. La partita ebbe luogo il 13 novembre 1899 a Basilea e si concluse in parità con il punteggio di 1-1.

Dal momento in cui nessuna squadra riuscì a prevalere sull'altra, si andò alla ripetizione della partita. Dopo i novanta minuti, con il punteggio terminato nuovamente in parità (2-2), i capitani di entrambe le squadre si accordarono per un tempo supplementare di venti minuti, senza che il risultato cambiasse. In seguito l'Old Boys avanzò una protesta alla federazione, sostenendo che una delle due reti del Basilea fu segnata di mano, quindi irregolarmente. La segnalazione fu conseguentemente presa in considerazione da parte dell'ASF che decise di annullare la rete incriminata, fissando il risultato finale sul 2-1 a favore dell'Old Boys.

| Basilea 13 novembre 1898 | Old Boys Basilea | 1 – 1 | Basilea |  |

| Basilea 18 dicembre 1898 | Old Boys Basilea | 2 – 1 | Basilea |  |

#### Verdetto
- Old Boys Basilea qualificato alla fase finale.

### Girone Ovest
|  | Yverdon | 2 – 0 | Neuchâtel |  |

|  | Losanna | 4 – 0 | Geneva United |  |

|  | Losanna | 6 – 2 | Yverdon |  |

#### Verdetto
- Losanna qualificato alla fase finale.

### Fase finale
Il primo incontro del 5 marzo 1899 tra l'Old Boys e il Losanna non venne disputato, dato che i giocatori inglesi dei romandi si rifiutarono di giocare la domenica. Questo episodio costò la squalifica al Losanna.
Il campionato fu successivamente deciso il 12 marzo 1899, quando l'Anglo-American Club sconfisse nettamente l'Old Boys Basilea per 7-0 a Zurigo, laureandosi campione di Svizzera per la prima e unica volta nella sua storia.
La squadra era composta prevalentemente da studenti anglosassoni del Politecnico federale di Zurigo che schierò la seguente formazione: Smith; Sharmen, Engelke; Forgan, Butler, Cotton; Morris, Lewinstein, Collinson, Gandolfi, Bachelor.

| Berna 5 marzo 1899 | Old Boys Basilea | – | Losanna |  |

| Zurigo 12 marzo 1899 | Anglo-American | 7 – 0 | Old Boys Basilea |  |

## Verdetto finale
- Anglo-American campione di Svizzera 1898-1899.